# NGC 6566
NGC 6566 (другие обозначения — MCG 9-30-1, ZWG 279.2, KARA 845, PGC 61418) — галактика в созвездии Дракон.
Этот объект входит в число перечисленных в оригинальной редакции «Нового общего каталога».